# Juillet 1785

## Événements

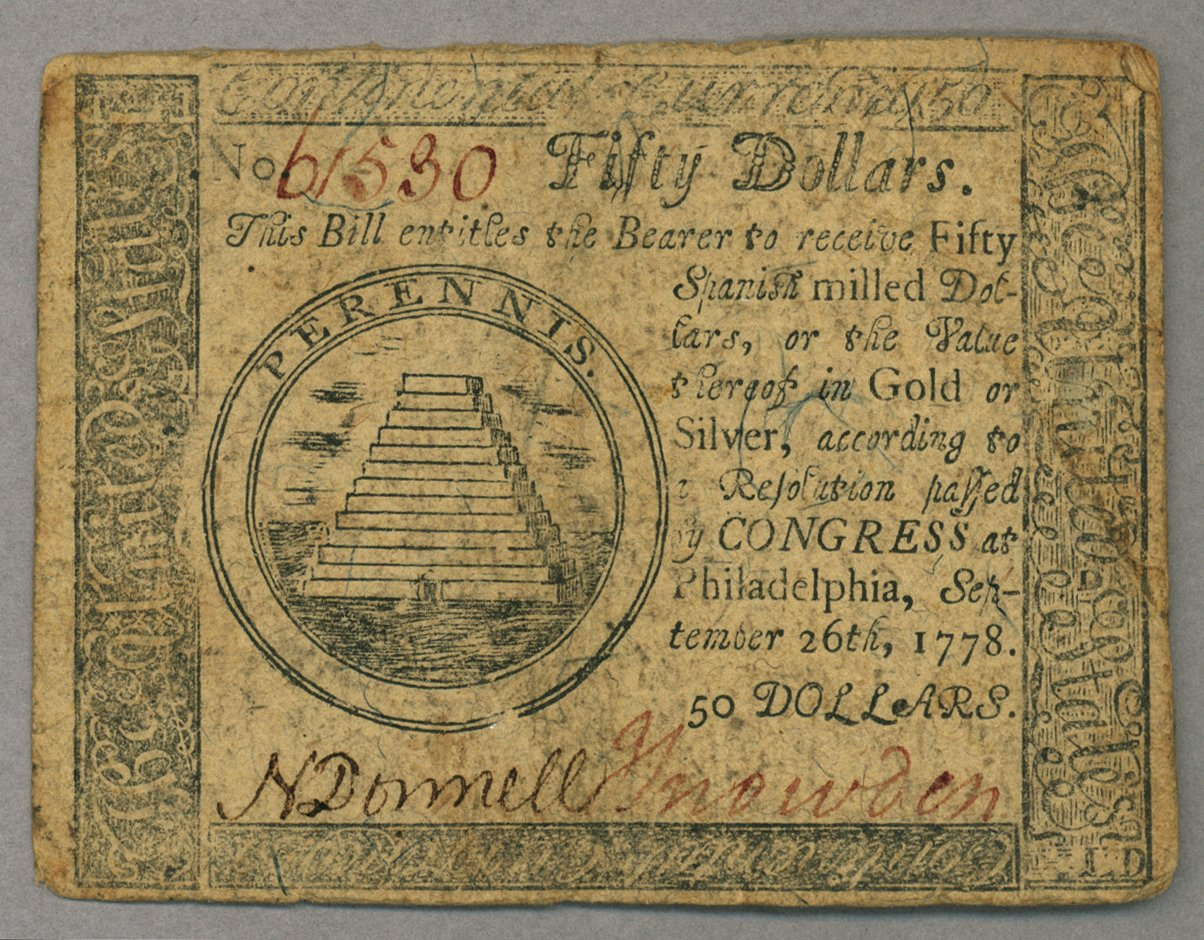
Dollar issue en 1778

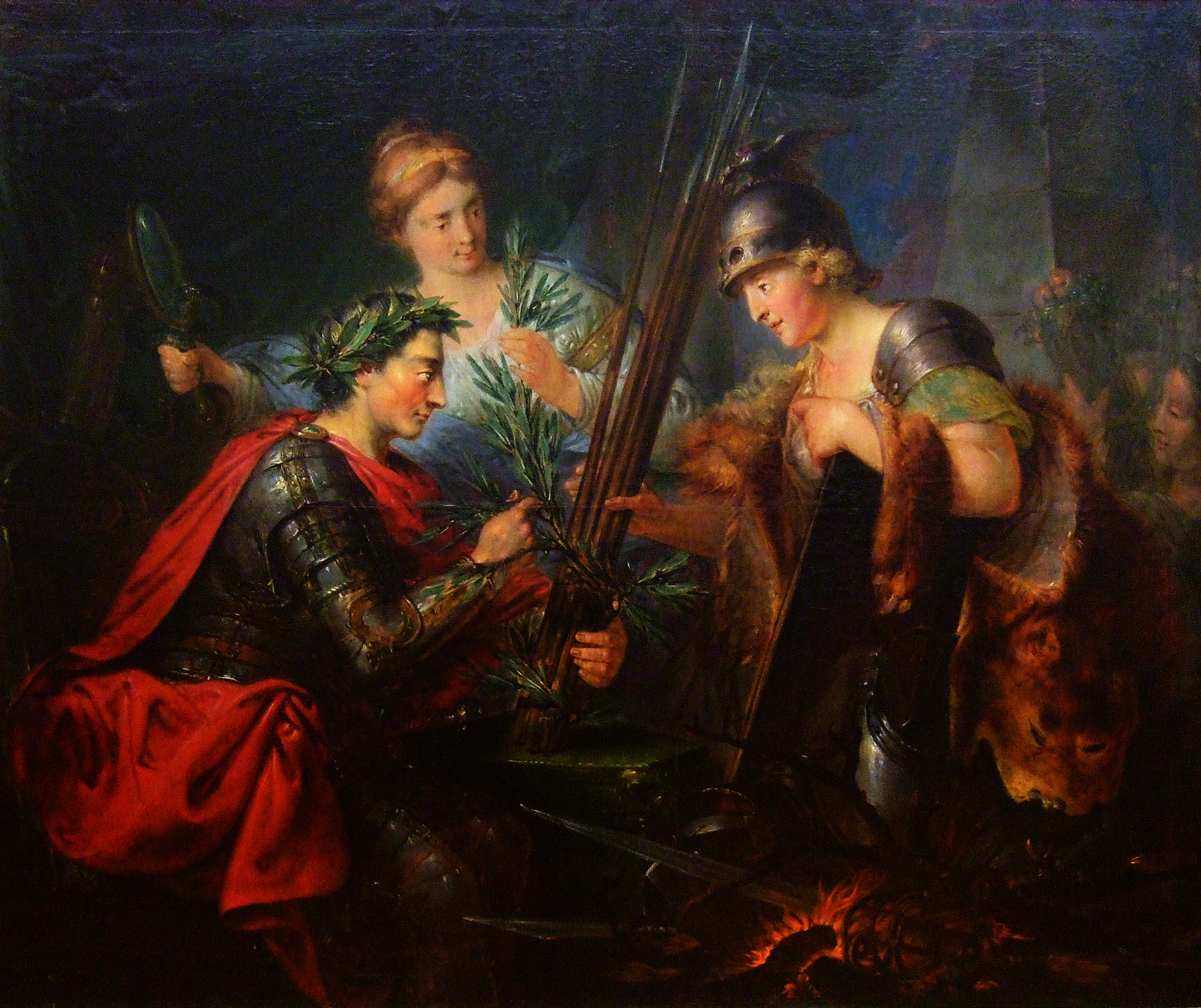
23 juillet : ligue des Princes. Allégorie par Bernhard Rode, 1786. Joseph II propose à l’électeur de Bavière Charles Théodore d’échanger la Bavière contre les Pays-Bas autrichiens. Frédéric II de Prusse réunit aussitôt les princes allemands pour former une ligue de princes (en allemand Fürstenbund) afin de préserver la constitution du Saint-Empire. Il fait échouer le projet après l’intervention de Vergennes.

- 6 juillet : le Congrès de la Confédération adopte le dollar comme monnaie unique des États-Unis[1]. Le dollar américain est la première monnaie à adopter le système décimal. Cependant il faudra attendre le 2 avril 1792 pour que le Coinage Act of 1792 permette la fondation de l'Hôtel de la monnaie.
- 12 juillet : séisme de 1785 à Bogota[2]

- 23 juillet : Frédéric II de Prusse forme la ligue des Princes en Allemagne avec la Saxe et le Hanovre pour contrer la puissance des Habsbourg[3].

- 23 juillet - 5 août: les Vénitiens bombardent de nouveau Sousse en Tunisie[4].

## Naissances
- 6 juillet : William Jackson Hooker († 1865), botaniste britannique.
- 9 juillet : Pierre Michel Moisson-Desroches (mort en 1865), polytechnicien et ingénieur du corps des mines français.
- 14 juillet : Stéphanie de Virieu, peintre et sculptrice française († 9 mai 1873).
- 18 juillet : Frederik Christian Sibbern, philosophe et écrivain danois.
- 20 juillet : Mahmoud II, sultan et calife[5].
- 20 juillet : Joseph-Rosalinde Rancher, poète.
- 23 juillet : Francisco Antonio Pinto, homme politique chilien.

## Décès
- 5 juillet : Anne Poulett
- 5 juillet : Joseph Tieffenthaler

- 12 juillet : Louis-René Caradeuc de La Chalotais
- 17 juillet : Margaret Harley[6]

- 24 juillet : Kujō Sukeie